# غاري هارت (مدير)
غاري هارت (بالإنجليزية: Gary Hart) هو مصارع محترف ومدير أمريكي، ولد في 24 يناير 1942 في شيكاغو في الولايات المتحدة، وتوفي في 16 مارس 2008 في يولس في الولايات المتحدة بسبب نوبة قلبية.

## روابط خارجية
- غاري هارت على موقع CageMatch worker (الإنجليزية)